# Stefan Creuzberger
Stefan Creuzberger (* 21. September 1961 in Calw) ist ein deutscher Historiker und Hochschullehrer.

## Leben
Nach seinem Abitur studierte er von 1982 bis 1988 Geschichte und Geographie an den Universitäten in Frankfurt/Main, Tübingen und Bonn. Von 1989 bis 1994 war er Wissenschaftlicher Mitarbeiter an der Universität Bonn. 1994/95 wurde er mit der Dissertation Die sowjetische Militäradministration in Deutschland (SMAD) und ihr Einfluss auf das politische System der SBZ am Seminar für Osteuropäische Geschichte promoviert. Für das Jahr 1991/92 erhielt er ein DAAD-Forschungsstipendium für einen Aufenthalt in Moskau.
Von 1995 bis 2001 war er stellvertretender Chefredakteur/Redakteur der Zeitschrift Osteuropa. Ab 2001 war er Assistent bei Manfred Görtemaker an der Universität Potsdam, wo er sich 2007 habilitierte. Von 2001 bis 2007 war Creuzberger wissenschaftlicher Hochschulassistent für Neuere Geschichte an der Universität Potsdam. Creuzberger war 2006 und 2009 Gastprofessor an der Universität Bologna. Im Sommersemester 2012 übernahm Creuzberger die Vertretung der vakanten Professur für Zeitgeschichte an der Universität Rostock. Der ordentliche Ruf auf diesen Lehrstuhl erfolgte dann ein Jahr darauf. Creuzberger ist zugleich Leiter der Forschungs- und Dokumentationsstelle des Landes Mecklenburg-Vorpommern zur Geschichte der Diktaturen in Deutschland.
Forschungsschwerpunkte sind die deutsche Geschichte nach 1945, die Geschichte der Sowjetunion und Osteuropas im 20. Jahrhundert, die Diktaturforschung sowie internationale und transnationale Beziehungen im 20. Jahrhundert.

## Schriften (Auswahl)
- Das deutsch-russische Jahrhundert. Geschichte einer besonderen Beziehung. Rowohlt, Hamburg 2022, ISBN 978-3-498-04703-0.
- mit Dominik Geppert (Hrsg.): Die Ämter und ihre Vergangenheit. Ministerien und Behörden im geteilten Deutschland 1949–1972. Schöningh, Paderborn 2018, ISBN 978-3-506-78821-4.
- mit Dierk Hoffmann (Hrsg.): „Geistige Gefahr“ und „Immunisierung der Gesellschaft“. Antikommunismus und politische Kultur in der frühen Bundesrepublik. De Gruyter Oldenbourg, München 2014, ISBN 978-3-486-74708-9.
- Stalin. Machtpolitiker und Ideologe. Kohlhammer, Stuttgart 2009, ISBN 978-3-17-018280-6.
- Westintegration und Neue Ostpolitik. Die Außenpolitik der Bonner Republik. Be.bra-Verlag, Berlin 2009, ISBN 978-3-89809-414-6.
- Kampf für die Einheit. Das gesamtdeutsche Ministerium und die politische Kultur des Kalten Krieges 1949–1969. Droste, Düsseldorf 2008, ISBN 978-3-7700-1625-9.
- mit Rainer Lindner (Hrsg.): Russische Archive und Geschichtswissenschaft. Rechtsgrundlagen, Arbeitsbedingungen, Forschungsperspektiven. Lang, Berlin 2003, ISBN 3-631-51827-7.
- Die sowjetische Besatzungsmacht und das politische System der SBZ (= Schriften des Hannah-Arendt-Instituts für Totalitarismusforschung. Bd. 3). Böhlau, Weimar/Köln/Wien 1996, ISBN 3-412-04596-9 (zugleich Dissertation).